# Carolina Ruiz
Carolina Ruiz Castillo es una esquiadora española retirada, nacida en la localidad de Osorno (Chile) el 14 de octubre de 1981.

## Biografía
Carolina Ruiz nació en la ciudad chilena de Osorno, en la Región de Los Lagos, al sur del país. Al principio de la temporada 1997/98 ascendió al equipo B nacional y consiguió la segunda posición en las pruebas de Eslalon, Eslalon Gigante y en la combinación del campeonato de España oficial. Como consecuencia ascendió al primer equipo con solo 16 años.
Su debut en la Copa del Mundo de Esquí fue en octubre de 1998 en Soelden. Un año más tarde consiguió en una de las pruebas de Eslalon Gigante el 18.º puesto. En febrero de 2000 consiguió en los campeonatos del mundo júnior (en el Stoneham canadiense) la segunda posición en el Eslalon Gigante. Pero los buenos resultados seguían porque en dos semanas en la copa del mundo consiguió una segunda posición en Eslalon Gigante en Sestriere, por detrás de Sonja Nef.
En los campeonatos del mundo júnior de 2001 consiguió una tercera posición en eslalon gigante y una cuarta en el Super Gigante. En 2002, en los Juegos Olímpicos de Invierno de Salt Lake City, Carolina consiguió una 15.ª posición en el Super Gigante y el 21..eɽ en el Eslalon. El año siguiente consiguió en los Campeonatos del Mundo en St. Moritz una 9.ª posición en el Super Gigante. En total ha participado en 6 Mundiales y 4 Juegos Olímpicos.
En la temporada 2003/04 se lesionó en la rodilla, pero consiguió recuperarse y pudo participar en 2006 en los Juegos Olímpicos de Invierno de Turín, consiguiendo como mejor posición una 20.ª en el Eslalon Gigante.
En la temporada 2006/07 consiguió como mejor resultado una 13.ª posición en el Descenso de Tarvisio y una 14.ª posición en el Super Gigante de San Sicario/Sestriere. Así, consiguió su mejor clasificación hasta la fecha en la General de la Copa del Mundo (58.ª con 114 puntos). En los Mundiales de Are consiguió una 20.ª posición en el Descenso y una 25.ª en el Super Gigante.
Nada más empezar la temporada 2007/08 Carolina puntuó en la prueba de Soelden. Semanas más tarde consiguió una 14.º posición en el Descenso de Lake Louise, y en el Descenso de la siguiente semana Carolina consiguió algo que no obtenía desde el 2000, un top 10, acabó en 7.º lugar en el Descenso de Aspen. Poco más de un mes después, en las pistas de Cortina D'Ampezzo, obtuvo una 8.ª posición en Super Gigante, que es el mejor resultado de una española en esa prueba. Tras varias carreras con resultados, no muy buenos, consiguió un 10.º puesto, su último top-10 de la temporada, en Whistler (Canadá), donde se celebrarán en 2010 los Juegos Olímpicos de Invierno. Esa temporada consiguió su mejor clasificación en la General de la Copa del Mundo, al quedar 35.ª clasificada, con 202 puntos. Destacó en las clasificaciones de velocidad, al quedar 19.ª en Descenso (123 puntos) y 20.ª en Super Gigante (71 puntos).
La temporada 2008/09 no empezó muy bien, retirándose en varias pruebas, y su primer buen resultado tardó en llegar, llegando ya en enero, en el Descenso de Cortina d'Ampezzo donde logró un 7.º puesto que igualó su mejor resultado en esta disciplina. A partir de ahí llegaron buenas actuaciones tanto en los Descensos como en los Super Gigantes, como el 11.º puesto en el Super Gigante de Garmisch Partenkirchen, su segundo mejor resultado en la especialidad. Poco después, en los Mundiales de Val d´Isere, consiguió una 14.ª posición en el Super Gigante, y una 19.ª en el Descenso. Para acabar la temporada, disputó algunas pruebas más, quedando finalmente clasificada 28.ª en la General de Descenso y de Super Gigante, y 56.ª en la General de la Copa del Mundo.

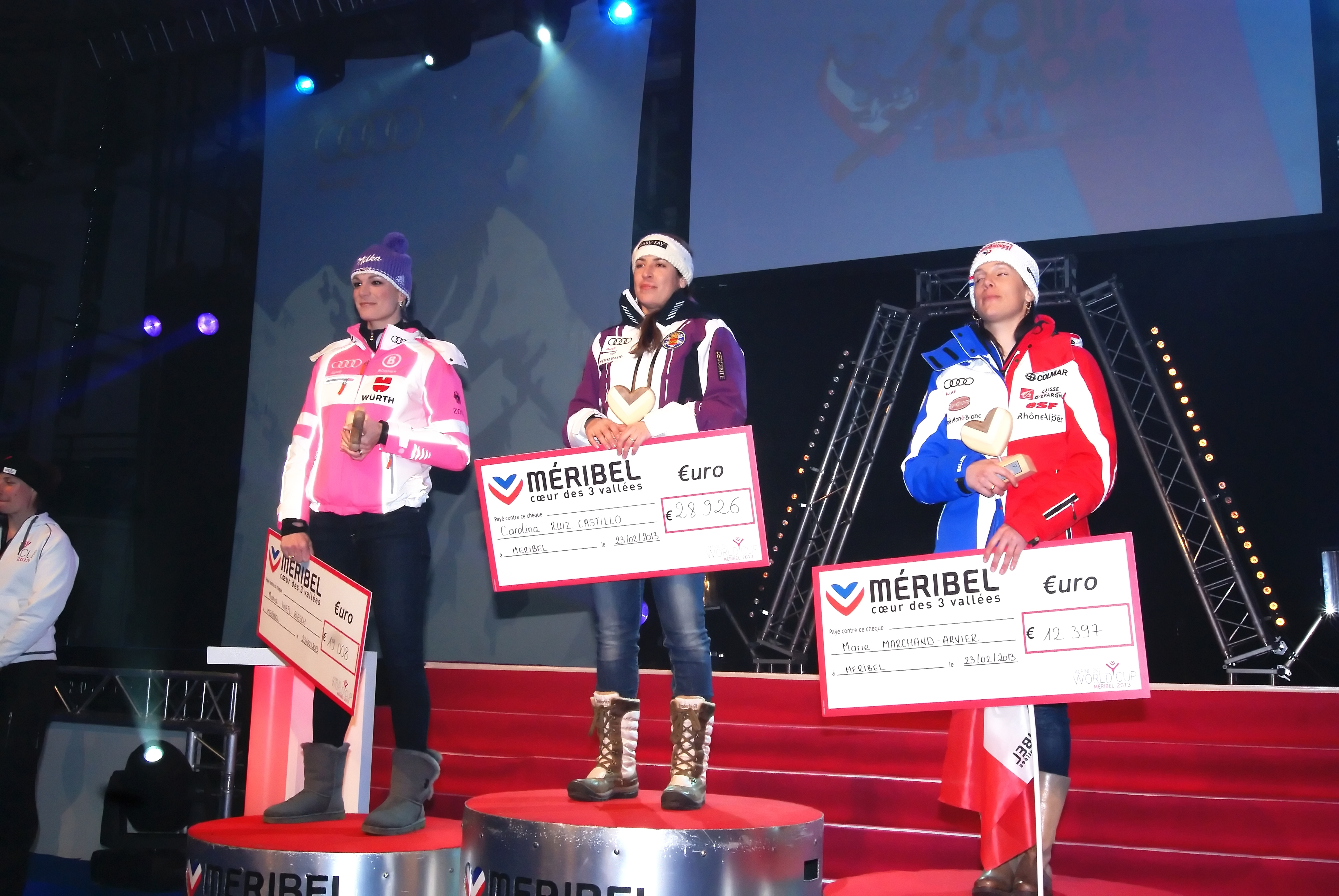
Carolina Ruiz Castillo en el podio tras su victoria en Meribel el 23 de febrero de 2013

La temporada 2009/10 empezó con malos resultados, no logrando puntuar en las primeras 8 pruebas que disputó. Pero al llegar enero mejoró su estado de forma y logró 3 puestos Top-20, 2 en Descenso (18.ª en Cortina d'Ampezzo y 14.ª en St. Moritz) y 1 en Super Gigante (20.ª en Haus im Ennstal). Poco después, en los Juegos Olímpicos de Vancouver tuvo una buena actuación, ya que consiguió una 15.ª posición en el Descenso y una 18.ª en el Super Gigante, además de un 34.º puesto en Eslalon Gigante. Para acabar la temporada, disputó algunas pruebas más, quedando finalmente clasificada 38.ª en la General de Descenso y 39.ª en la de Super Gigante, y 86.ª en la General de la Copa del Mundo, bajando sus prestaciones con respecto a las 2 temporadas anteriores.
La temporada 2010/11 empezó con no muy buenos resultados, no logrando puntuar en las primeras 2 pruebas que disputó. Pero pronto llegó una gran actuación, logrando un 11.º puesto en el Super Gigante de Lake Louise. A partir de ahí puntuó de forma regular en la mayoría de los Descensos y de los Super Gigantes de la Copa del Mundo. En los Mundiales de Garmisch-Partenkirchen tuvo una decente actuación, ya que consiguió una 19.ª posición en el Descenso y una 26.ª en el Super Gigante, además de un 33.er puesto en Eslalon Gigante. Para acabar la temporada, disputó algunas pruebas más, logrando un gran resultado en el Super Gigante de Tarvisio donde quedó en 9.ª posición. Finalmente quedó 33.ª clasificada en la General de Descenso y 22.ª en la de Super Gigante, y 55.ª en la General de la Copa del Mundo, recuperando bastante sus prestaciones las temporadas anteriores.
La temporada 2011/12 comenzó de un modo parecido a la anterior, no puntuando en las 3 primeras pruebas, hasta que llegó una gran 14.º posición en el Super Gigante de Lake Louise. Después de este gran resultado, fue logrando puntuar en casi todas las carreras que disputó, tanto de Descenso como de Super Gigante, destacando un 13.º puesto en el Descenso de Bad Kleinkirchheim, un 15.º en el de St. Moritz y otro 15.º en el Super Gigante de Garmisch-Partenkirchen, clasificándose para las Finales disputadas en Schladming en la categoría de Super Gigante. Esa temporada quedó 32.ª clasificada en la General de Descenso y 26.ª en la de Super Gigante, y 63.ª en la General de la Copa del Mundo, manteniéndose constante con respecto a las temporadas anteriores.
La temporada 2012/13 comenzó con buenas actuaciones, puntuando en las 5 primeras pruebas incluyendo los Eslalon Gigante de Sölden y Aspen, siendo la última vez en su carrera en hacerlo en esa especialidad. Después de estos buenos resultados, solo pudo puntuar en dos carreras de las ocho que disputó hasta final de año. En enero consiguió buenos resultados, destacando el 4.º puesto en el Super Gigante de Cortina d'Ampezzo el 20 de enero siendo éste su mejor resultado de siempre en la especialidad. Disputó los Mundiales de Schladming de manera aceptable, y a la vuelta a la Copa del Mundo, logró el 23 de febrero en Méribel su primera y única victoria, en la disciplina de Descenso, siendo la primera victoria de un esquiador/a español/a en una disciplina de velocidad. Se clasificó para las Finales de Descenso y de Super Gigante, pero no pudo disputarlas por las condiciones climatológicas adversas en Lenzerheide. Esa temporada quedó 11.ª clasificada en la General de Super Gigante y 15.ª en la de Descenso, y 22.ª en la General de la Copa del Mundo, siendo sus mejores clasificaciones de su carrera.
La temporada 2013/14 no comenzó de un modo tan bueno, puntuando en 5 de las 11 pruebas disputadas en 2013, destacando una gran 9.ª posición en el primer Descenso de Lake Louise. Después de este buen resultado, llegó otro aún mejor, al lograr un 7.º puesto en el Descenso de Zauchensee. Disputó sus cuartos y últimos Juegos Olímpicos de Invierno en Sochi donde lamentablemente no consiguió terminar ni el Descenso ni el Super Gigante, cuando no iba en malos tiempos intermedios. Acabó la temporada puntuando en los siguientes Descensos que disputó y clasificándose para disputar las finales de Descenso. Esa temporada quedó 23.ª clasificada en la General de Descenso y 35.ª en la de Super Gigante, y 48.ª en la General de la Copa del Mundo, manteniéndose entre las mejores de las especialidades de velocidad.
La temporada 2014/15 fue la última temporada como esquiadora profesional. La comenzó de mejor manera aún que la anterior, puntuando en 6 de las 8 pruebas disputadas hasta final de año, aunque sin lograr ningún puesto entre el Top-15. Sí lo logró en dos carreras del mes de enero, destacando el 7.º puesto en el Descenso de St. Moritz. Disputó sus novenos y últimos Mundiales en Vail/Beaver Creek consiguiendo un 21.er puesto en Super Gigante y un 23.º en Descenso. Puntuó en todas las siguientes competiciones de Copa del Mundo, clasificándose para las Finales disputadas en Méribel en la categoría de Descenso, donde consiguió un gran 6.º puesto en la pista donde logró su victoria en Copa del Mundo dos años atrás, despidiéndose así de la competición con una gran carrera en una pista especial. Esa temporada quedó 17.ª clasificada en la General de Descenso y 32.ª en la de Super Gigante, y 36.ª en la General de la Copa del Mundo, despidiéndose de la Copa del Mundo estando aún entre las mejores velocistas del mundo.

## Palmarés

### Juegos Olímpicos
- 4 Participaciones (12 pruebas)
- Mejor resultado: 15.ª en Super Gigante en Salt Lake City 2002 y en Descenso en Vancouver 2010

### Mundiales
- 9 Participaciones (24 pruebas)
- Mejor resultado: 9.ª en Super Gigante en St. Moritz 2003

### Copa del Mundo
- 17 Participaciones (260 pruebas)
- Mejor clasificación General: 22.ª en la temporada 2012/2013
- Mejor clasificación General Especialidad: 11.ª en Super Gigante en la temporada 2012/2013
- 2 Podios
- 1 Victoria:

#### Victorias en la Copa del Mundo (1)
| Temporada | Fecha                 | Lugar   | Disciplina |
| --------- | --------------------- | ------- | ---------- |
| 2013      | 23 de febrero de 2013 | Meribel | Descenso   |

#### Clasificación en Copa del Mundo[3]
| Temporada | Edad | Pos. General | Eslalon | Esl. Gigante | Super Gig. | Descenso | Combinada |
| --------- | ---- | ------------ | ------- | ------------ | ---------- | -------- | --------- |
| 2000      | 18   | 71           | —       | 24           | —          | —        | —         |
| 2001      | 19   | 74           | —       | 39           | 34         | —        | —         |
| 2002      | 20   | 104          | —       | —            | 36         | —        | —         |
| 2003      | 21   | 100          | —       | 51           | 47         | —        | —         |
| 2004      | 22   | 120          | —       | —            | —          | —        | —         |
| 2005      | 23   | 82           | —       | —            | 40         | —        | —         |
| 2006      | 24   | 100          | —       | —            | 44         | —        | —         |
| 2007      | 25   | 58           | —       | 54           | 28         | 32       | —         |
| 2008      | 26   | 35           | —       | 45           | 20         | 19       | —         |
| 2009      | 27   | 59           | —       | —            | 28         | 28       | 48        |
| 2010      | 28   | 86           | —       | —            | 39         | 38       | —         |
| 2011      | 29   | 55           | —       | —            | 22         | 33       | —         |
| 2012      | 30   | 63           | —       | —            | 26         | 32       | —         |
| 2013      | 31   | 22           | —       | 36           | 11         | 15       | —         |
| 2014      | 32   | 48           | —       | —            | 35         | 23       | —         |
| 2015      | 33   | 36           | —       | —            | 30         | 17       | —         |

#### Resumen de su carrera en Copa del Mundo y Copa de Europa

##### Copa del mundo
- 1 victoria (1 en Descenso)
- 2 podios (1 en Descenso y 1 en Eslalon Gigante)
- 14 puestos entre el Top-10 (9 en Descenso, 4 en Super Gigante y 1 en Eslalon Gigante)
- Clasificada para 7 pruebas de las Finales de la Copa del Mundo

##### Copa de Europa
- 1 victoria (1 en Descenso)
- 5 podios (1 en Descenso y 4 en Eslalon Gigante)
- 34 puestos entre el Top-10 (6 en Descenso, 5 en Super Gigante y 23 en Eslalon Gigante)